# Resolutie 674 Veiligheidsraad Verenigde Naties
Resolutie 674 van de Veiligheidsraad van de Verenigde Naties werd door dertien leden van de VN-Veiligheidsraad goedgekeurd op 29 oktober 1990. Enkel Cuba en Jemen onthielden zich.

## Achtergrond
Op 2 augustus 1990 viel Irak zijn zuiderbuur Koeweit binnen en bezette dat land. Nog diezelfde dag werd de inval door de VN-Veiligheidsraad veroordeeld in resolutie 660. Deze resolutie eiste ook een onmiddellijke terugtrekking van Irak, maar daar kwam niets van terecht.

## Inhoud
De Veiligheidsraad:
- herinnert aan de resoluties 660, 661, 662, 664, 665, 666, 667 en 670;
- benadrukt de dringende nood aan een onmiddellijke onvoorwaardelijke terugtrekking van Irak en het herstel van Koeweits soevereiniteit, onafhankelijkheid, territoriale integriteit en legitieme overheid;
- veroordeelt de acties van Irak om buitenlanders te gijzelen en Koeweiti's te mishandelen en andere acties zoals de vernietiging van bevolkingsregisters, gedwongen vertrek, verhuizing van de bevolking en vernietiging en inbeslagname van eigendommen zoals ziekenhuisvoorraden en -uitrusting;
- is erg gealarmeerd over de situatie van buitenlanders, waaronder diplomaten;
- bevestigt dat de Vierde Geneefse Conventie van toepassing is in Koeweit en dat Irak, als partij van de Conventie, eraan gebonden is en verantwoordelijk is voor de ernstige schendingen ervan;
- herinnert aan de inspanningen van de secretaris-generaal voor het welzijn van buitenlanders in Irak en Koeweit;
- is erg bezorgd over de economische kost en het lijden van Koeweiti's door de Iraakse invasie;
- handelt onder Hoofdstuk VII van het Handvest;
- bevestigt de doelstelling van de internationale gemeenschap om conflicten vreedzaam op te lossen;
- herinnert aan de belangrijke rol die de Verenigde Naties reeds speelden bij het vreedzaam oplossen van conflicten;
- is gealarmeerd door de gevaren van de huidige crisis die de wereldvrede bedreigd;
- roept Irak op om de vorige resoluties, en vooral de resoluties 660, 662 en 664, na te leven;
- is vastberaden om de naleving van zijn resoluties door Irak te verzekeren;

### A
1. eist dat Irak onmiddellijk stopt met de gijzeling van buitenlanders en de mishandeling van Koeweiti's;
2. nodigt landen uit om informatie die ze hebben over de schendingen in paragraaf °1 door te spelen aan de Veiligheidsraad;
3. bevestigt zijn eis dat Irak onmiddellijk moet voldoen aan zijn verplichtingen ten opzichte van buitenlanders in Irak en Koeweit;
4. bevestigt ook dat Irak het vertrek van buitenlanders mogelijk moet maken;
5. eist dat Irak Koeweiti's en buitenlanders onmiddellijk toegang geeft tot voedsel, water en noodzakelijke basisdiensten;
6. herhaalt zijn eis dat Irak onmiddellijk diplomatisch personeel en -terreinen beschermt, de diplomaten niet hindert, zorgt dat ze toegang krijgen tot hun burgers en het bevel om diplomatische missies op te doeken intrekt;
7. vraagt de secretaris-generaal om te proberen de paragrafen °4, °5 en °6 te bekomen; vooral het voorzien van voedsel, water en basisdiensten aan Koeweiti's en diplomaten in Koeweit en de evacuatie van buitenlanders;
8. herinnert Irak eraan dat het verantwoordelijk is voor alle verliezen, schade of verwondingen bij Koeweiti's, derde landen, hun burgers en hun bedrijven;
9. nodigt landen uit hun schade-eisen en die van hun burgers en bedrijven te verzamelen om compensatie te bekomen van Irak;
10. eist dat Irak aan deze en vorige resoluties voldoet; anders moeten er verdere maatregelen worden genomen;
11. besluit om permanent actief op de hoogte te blijven totdat Koeweit opnieuw onafhankelijk is en de vrede is hersteld;

### B
1. vertrouwt erop dat de secretaris-generaal bemiddelt in een vreedzame oplossing en ook alle landen hiertoe oproept.
2. vraagt de Secretaris-Generaal te rapporteren over zijn diplomatieke inspanningen.

## Verwante resoluties
- Resolutie 669 Veiligheidsraad Verenigde Naties
- Resolutie 670 Veiligheidsraad Verenigde Naties
- Resolutie 677 Veiligheidsraad Verenigde Naties
- Resolutie 678 Veiligheidsraad Verenigde Naties

Lijst ·  647 ·  648 ·  649 ·  650 ·  651 ·  652 ·  653 ·  654 ·  655 ·  656 ·  657 ·  658 ·  659 ·  660 ·  661 ·  662 ·  663 ·  664 ·  665 ·  666 ·  667 ·  668 ·  669 ·  670 ·  671 ·  672 ·  673 ·  674 ·  675 ·  676 ·  677 ·  678 ·  679 ·  680 ·  681 ·  682 ·  683